# Porphyrinia nymphodora
Porphyrinia nymphodora là một loài bướm đêm trong họ Noctuidae.